# プルマン (ワシントン州)

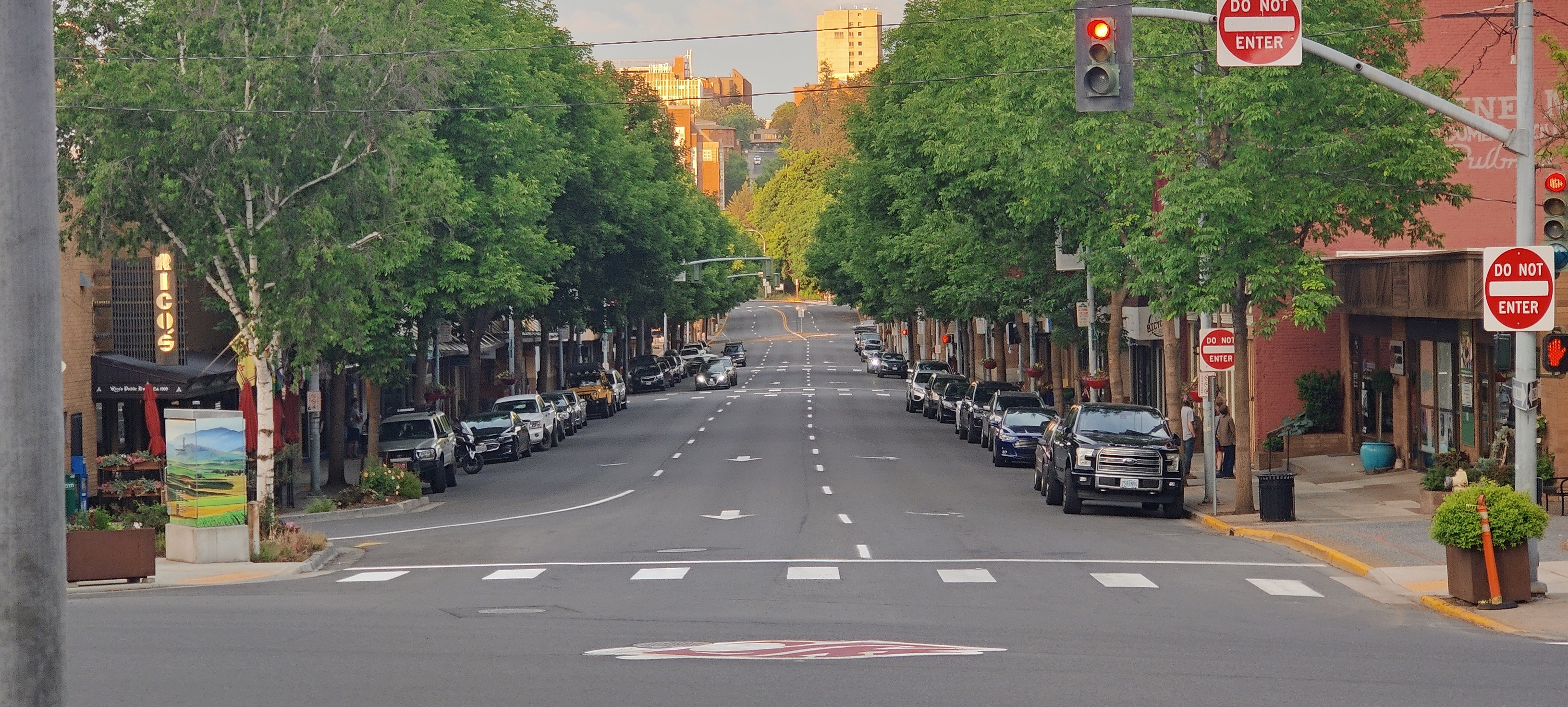
メインストリート

プルマン（Pullman）は、アメリカ合衆国ワシントン州南東部、ウィットマン郡にある都市。人口は3万2901人（2020年） 。ワシントン州立大学（WSU）がキャンパスを構える大学町として知られている。近年では市の北側に約500,000m²の敷地を有する工業団地が形成され、ハイテク産業が発展してきている。またプルマンの周辺は肥沃な土地に恵まれているため、農業も盛んである。
プルマンの東約10kmにはアイダホ大学の所在地であるモスコーが位置している。ワシントン州立大学とアイダホ大学は学術をはじめ多方面で交流を持っている。また玄関口となる空港を共有するなど、都市同士の結びつきも強い。

## 歴史
プルマンは1886年に市として法人化した。当時は人口はわずか250人であった。もともとはミズーリ・フラット川（Missouri Flat Creek）、ドライ川（Dry Creek）、サウス川（South Fork）の3本の小さな川が合流する地点であったことから、スリー・フォークス（Three Forks）という市名であった。やがて鉄道の寝台車を発明した発明家ジョージ・プルマンにちなんで、市名はプルマンに改められた。1890年にはワシントン州立大学が創立された。

## 地理

ウィットマン郡内の位置（右）

プルマンはアイダホ州境に近い。座標は北緯46度43分57秒 西経117度10分18秒 / 北緯46.73250度 西経117.17167度（46.732614, -117.171790）である。市の標高は778mである。アメリカ合衆国統計局によると、プルマン市は総面積23.3km²（9.0mi²）である。市の全域が陸地であり、水域はない。プルマン市は水道水源として地下水を用いている。
プルマンの市街地はミリタリー・ヒル（Military Hill）、パイオニア・ヒル（Pioneer Hill）、カレッジ・ヒル（College Hill）、サニーサイド・ヒル（Sunnyside Hill）という4つの丘の上に広がっている。これらの丘はちょうど市を4つに分けるように位置している。周辺は肥沃な土地に恵まれ、冬小麦、春小麦、大麦、レンズ豆、えんどう豆などの農業が盛んな穀倉地帯となっている。
プルマンとその周辺の気候は乾燥した夏と寒く湿潤な冬に特徴付けられる。夏の日中は摂氏27-28度まで上がるが、乾燥しているため夕方になると涼しくなり、摂氏14度ほどまで下がる。従って月平均気温は7月・8月でも摂氏20度程度である。最も寒い月は1月で、月平均気温は氷点下4度ほどであるが、降雪のために湿潤であり、そのため夏ほど気温の日較差は大きくない。ケッペンの気候区分では高地地中海性気候（Dsb）に属する。

## 教育

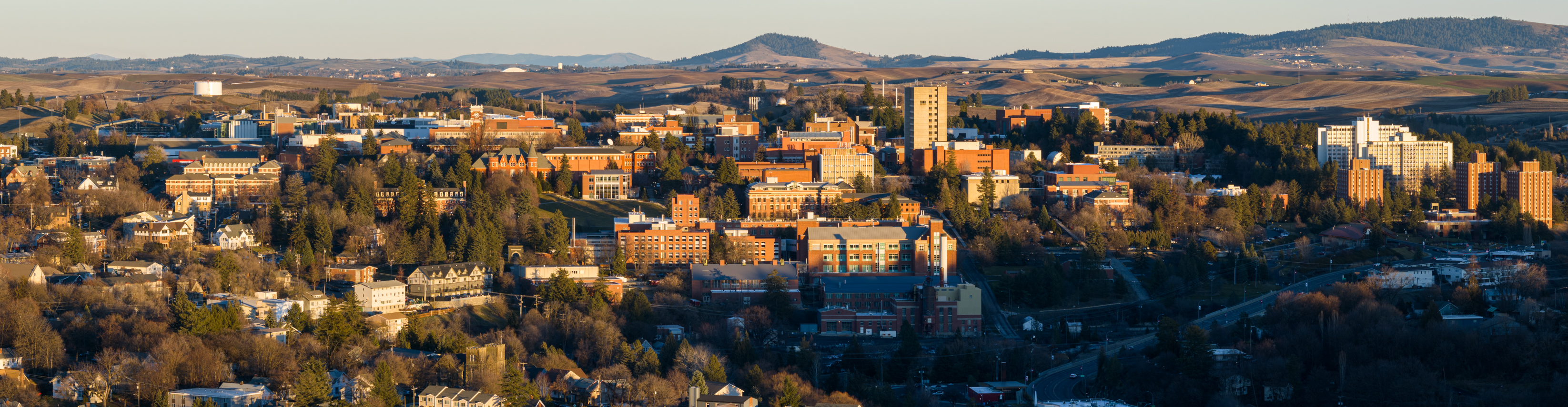
WSU

プルマンはワシントン州立大学（WSU）がキャンパスを構える大学町である。同大学は250以上の専攻を有し、20,000人以上の学生を抱える総合大学で、特に獣医学、工学、農学、薬学、コミュニケーションの分野で高い評価を得ている。
一方、スポーツではパシフィック・テン・カンファレンスに所属し、男女あらゆる競技でリーグに参加している。同校のスポーツチームはクーガーズ（Cougars）と呼ばれている。特にフットボールではワシントン大学とは積年のライバル関係があり、毎年11月のシーズン最終戦では必ず対戦する。この定例戦はアップル・カップ（Apple Cup）と呼ばれ、プルマンとワシントン大学の所在地であるシアトルとで1年おきに交互に行われる。
ミリタリー・ヒルに建つプルマン高校は生徒数約700人の小さな高校であるが、学業的には優れており、優等生プログラムやアドバンスト・プログラムを有している。また、ワシントン州立大学や地元のコミュニティ・カレッジで開講されている講義を受け、プルマン高校での卒業単位に充てることのできるランニング・スタートというコースもある。同校はプルマン公立学校区（Pullman School District ）によって運営されている。プルマン公立学校区はこのほか、リンカーン中学校、および市内3校の小学校を運営している。その3校のうち、サニーサイド小学校は、全米で最も優れた小学校100校のうちのひとつに数えられている。

## スポーツ
ワシントン州立大学は前述のアップル・カップをはじめとしたフットボールの試合やバスケットボールの試合など様々なスポーツイベントを開催している。また、同大学はビーズリー演技芸術コロシアム（Beasley Performing Arts Coliseum）や美術館も有しており、プルマンの文化の中心としての役割を担っている。

## 文化
ワシントン州立大学のほかの文化施設・イベントとしては、プルマン・シビック・シアター（Pullman Civic Theatre）やワシントン・アイダホ・シンフォニー（Washington-Idaho Symphony）の公演が挙げられる。アイダホ・ワシントン・コンサート・コレール（Idaho Washington Concert Chorale）もプルマンでときどき公演を行なう。モスコーにあるアイダホ大学のキャンパスでは、ライオネル・ハンプトン・ジャズ祭（Lionel Hampton Jazz Festival）が行なわれる。
プルマンでは全米の多くの都市同様、7月4日には独立記念日を盛大に祝う。また、毎年収穫期になると、市内でナショナル・レンティル・フェスティバル（National Lentil Festival）というレンズ豆の収穫祭が行なわれる。

## 交通
プルマンの玄関口となる空港は市の東約3キロメートルに位置するプルマン・モスコー地域空港（Pullman-Moscow Regional Airport）である。この空港はアイダホ州モスコーの玄関口ともなっている。同空港とシアトル・タコマ国際空港との間に1日4便、ホライズン航空の便がある。また、プルマン・モスコー地域空港よりも規模の大きいスポケーン国際空港も利用可能な距離に立地している。プルマンと同空港との間には空港シャトルが走っている。
プルマンにはスポケーンからの中距離バスの便もある。地域の路線バスは市民やワシントン州立大学の学生に広く利用されている。

## 人口動勢
プルマンの人口動勢はワシントン州立大学の影響を大きく受けている。そのため、18-24歳の年齢層が人口の約半数を占め、年齢の中央値も若い。また、無収入の学生は統計データ上では「貧困線以下」として扱われるため、プルマンの貧困率は人口の37.5%という極めて高い値を示しているが、スラム街とは異なり、実際に貧困層が多いわけではない。

### 人口
以下は2000年国勢調査における人口統計データである。
| 基礎データ - 人口: 24,675人 - 世帯数: 8,828世帯 - 家族数: 3,601家族 - 人口密度: 1,058.6人/km²（2,740.8人/mi²） - 住居数: 9,398軒 - 住居密度: 403.2軒/km²（1,043.9軒/mi²） 人種別人口構成 - 白人: 83.10% - アフリカン・アメリカン: 2.40% - ネイティブ・アメリカン: 0.67% - アジア人: 8.48% - 太平洋諸島系: 0.38% - その他の人種: 1.58% - 混血: 3.40% - ヒスパニック・ラテン系: 3.86% 年齢別人口構成 - 18歳未満: 13.1% - 18-24歳: 49.4% - 25-44歳: 22.8% - 45-64歳: 10.3% - 65歳以上: 4.5% - 年齢の中央値: 22歳 - 性比（女性100人あたり男性の人口） - 総人口: 104.6 - 18歳以上: 104.7 | 世帯と家族（対世帯数） - 18歳未満の子供がいる: 20.0% - 結婚・同居している夫婦: 33.0% - 未婚・離婚・死別女性が世帯主: 5.8% - 非家族世帯: 59.2% - 単身世帯: 31.1% - 65歳以上の老人1人暮らし: 3.7% - 平均構成人数 - 世帯: 2.23人 - 家族: 2.87人 収入と家計 - 収入の中央値 - 世帯: 20,652米ドル - 家族: 46,165米ドル - 性別 - 男性: 36,743米ドル - 女性: 29,192米ドル - 人口1人あたり収入: 13,448米ドル - 貧困線以下 - 対人口: 37.5% - 対家族数: 15.3% - 18歳未満: 20.0% - 65歳以上: 3.6% |

## 姉妹都市
プルマンは以下の都市と姉妹都市提携を結んでいる。
- 加西市（日本・兵庫県）